# Делта Форс 2
„Делта Форс 2“ (на английски: Delta Force 2: The Colombian Connection) е американски филм от 1990 година.

## Сюжет
Внимание:  Текстът по-долу разкрива сюжета на произведението (или части от него)!
Известния наркобарон Рамон Кота взема за заложници американски агенти от управлението за борба с наркотиците, в това число един от бойците на елитния отряд „Делта“, и ги заключва по стража в отдалечения лагер Сан-Карлос.
Отряд „Делта“ се впуска отново в действие и започва война с могъщата кокаинова империя на Рамон. Преодолявайки всякакви препятствия, отрядът на Маккой с бой си пробива път към последната битка за освобождаване на заложниците ...